# Alessandro De Rosis
Alessandro Patrizio De Rosis (Corigliano Calabro, 1846 – ...) è stato un nobile italiano, conosciuto per essere stato la prima vittima di un episodio di brigantaggio in Italia.

## Biografia
Il 16 maggio 1868 il giovane barone, mentre stava per rientrare nel suo palazzo sito in Corigliano Centro, fu aggredito e rapito da uomini incappucciati, mentre la madre, frastornata e incredula, assisteva alla scena e invocava aiuto.
Il rapimento fu opera di un manipolo di uomini guidati dal capobrigante Domenico Straface, attivo al malaffare nel territorio della provincia cosentina. L'avvenimento ebbe un risalto nazionale, tant'è che fu inviato l'esercito nella zona di Corigliano per partecipare alle ricerche.
De Rosis fu tenuto prigioniero per 36 giorni e fu liberato solo dopo il pagamento di una cifra considerevole per quei tempi, 60.000 ducati, che la famiglia riuscì a recuperare e a mettere insieme.
La storia del De Rosis è raccontata nel libro Trentasei giorni coi briganti di Alessandro de Rosis Morgia e ne I Misteri del sequestro de Rosis di Martino Rizzo.